# Tex Avery
Frederick Bean Avery (Taylor (Texas), 26 februari 1908 – Burbank (Californië), 26 augustus 1980), beter bekend onder zijn bijnaam Tex Avery, was een Amerikaanse animator en tekenfilmregisseur. Hij was de geestelijk vader van onder andere Bugs Bunny, Porky Pig, Daffy Duck, Droopy, George and Junior, Screwy Squirrel, en Chilly Willy.

## Biografie
Tex werd geboren in Taylor, Texas (vandaar zijn bijnaam) en was al op jonge leeftijd geïnteresseerd in animatie. Hij begon met het tekenen van strips toen hij nog op de middelbare school zat. Begin jaren dertig trok hij naar Hollywood, waar hij werd aangenomen door Walter Lantz, voor wie hij tekenfilms inkleurde. Al snel werd hij verantwoordelijk voor complete storyboards.
In 1935 verliet Avery Lantz en begon een carrière bij Warner Bros. Hier ontwikkelde hij de personages Porky Pig, Daffy Duck en Bugs Bunny. Zijn gevoel voor humor kwam hier al tot uiting en zijn tekenfilms werden erg populair bij volwassenen. Na een ruzie met Leon Schlesinger verliet hij Warner Bros in 1941.
Avery werkte van 1942 tot 1954 bij MGM, waar hij zijn meest karakteristieke en beste werk maakte. Zijn tekenfilms stonden bekend om hun agressieve, snelle, absurde en gewelddadige gags. Avery hield er ook van grappen te maken die de vierde muur doorbraken: personages die zich plots tot de toeschouwer richten en er zich bewust van zijn dat ze in een tekenfilm meespelen. Zijn beroemdste en populairste personage was de onverstoorbare hond Droopy. In 1954 verliet Avery MGM weer, maakte nog 4 films met Walter Lantz (Chilly Willy) en ging daarna in de reclame-industrie werken. 
Avery overleed in 1980, haast vergeten door de filmwereld. Zijn tekenfilms blijven echter tot op de dag van vandaag uiterst invloedrijk. Veel typische tekenfilmsituaties en gags werden allemaal door Avery bedacht en worden nog steeds veelvuldig geïmiteerd en zelfs geplagieerd.

## Belangrijkste films in zijn MGM-periode
- The Blitz Wolf (1942)
Een wolf die sterke gelijkenis vertoont met Adolf Hitler probeert de drie kleine biggetjes te verschalken.
- The Early Bird Dood It (1942) 
Een worm probeert een vroege vogel te vlug af te zijn met behulp van een kat.
- Dumb-Hounded (1943) 
Zelfs het van de film aflopen kan een ontsnapte wolf niet doen ontsnappen aan hulpsheriff Droopy.
- Red Hot Riding Hood (1943) 
Wolf probeert een afspraakje te maken met Roodkapje, maar Grootmoeder heeft andere plannen!
- Screwball Squirrel (1944) 
Screwy Squirrel slaat eerst Sammy Squirrel tot gort en is vervolgens gedurende de rest van de film een ware marteling voor de hond Meathead.
- Happy-Go-Nutty (1944) 
Screwy Squirrel ontsnapt van Moron Manor; opnieuw is Meathead de klos.
- Big Heel-Watha (1944) 
Een tamelijk domme indiaan probeert Screwy Squirrel te vangen.
- The Shooting of Dan McGoo (1945) 
Wolf probeert Droopy te doden, maar wordt danig afgeleid door een sensueel optreden van Roodkapje.
- Swing Shift Cinderella (1945) 
Wolf is gek op Roodkapje, eh... Assepoester, maar Stiefmoeder ziet het wel met Wolf.
- Wild and Wolfy (1945) 
Opnieuw probeert Wolf het aan te leggen met Roodkapje, maar Droopy is hem te snel af.
- Lonesome Lenny (1946) 
Screwy Squirrel wordt geadopteerd door Lenny, een grote domme hond, en het loopt slecht met hem af. Inderdaad blijkt dit de laatste cartoon te zijn waarin Screwy Squirrel optreedt.
- Northwest Hounded Police (1946) 
Andermaal wordt de ontsnapte Wolf opgejaagd door Droopy.
- Henpecked Hoboes (1946) 
Tamelijk uitgehongerd proberen George & Junior kippen te vangen.
- Slap Happy Lion (1947) 
De grootste, sterkste, slechtste en gevaarlijkste leeuw uit het oerwoud wordt op zijn nummer gezet door een muis.
- King Size Canary (1947) 
Een hongerige kat voert een kanarie Jumbo-gro, met alle gevolgen van dien.
- Señor Droopy (1949) 
Droopy ('from guadeloope') en Wolf strijden om de titel van beste stierenvechter.
- Wags To Riches (1949) 
Spike kan miljoenen erven, als niet Droopy eerste erfgenaam zou zijn. Een ongeluk zit in een klein hoekje.
- Little Rural Riding Hood (1949) 
Een stadse wolf probeert zijn neef van het platteland wat cultuur bij te brengen door hem de echte Roodkapje te tonen.
- Out-Foxed (1949) 
Een slimme Britse Vos probeert tevergeefs Droopy te slim af te zijn.
- The Counterfeit Cat (1949) 
Een kat probeert zich als hond te vermommen, teneinde een kanarie te verorberen.
- Ventriloquist Cat (1950) 
Een kat brengt een hond in opperste verwarring door een buikspreekact op te voeren.
- The Chump Champ (1950) 
Droopy en Spike strijden om de titel "King of Sports" om maar te zwijgen van de bijbehorende kus van de "Queen of Sports".
- Droopy's Good Deed (1951) 
Spike en Droopy strijden om de titel 'beste scout' en een gelegenheid om de president van de Verenigde Staten te ontmoeten.
- Magical Maestro (1952) 
De grote Poochini wordt geplaagd door een illusionist die hij eerder heeft afgewezen.
- Rock-A-Bye-Bear (1952) 
Spike krijgt een baantje als oppas bij een opgefokte beer in winterslaap. Alles wat hij moet doen is zorgen dat het rustig blijft...
- The Three Little Pups (1953) 
Snoopy, Loopy en Droopy proberen een slome wolf hondenmepper in de luren te leggen.
- Drag-A-Long Droopy (1954) 
Droopy en zijn kudde schapen moeten zich verdedigen tegen een Wolf en zijn vee.
- Billy Boy (1954) 
Slome wolf krijgt een wel heel erg hongerig lammetje onder zijn hoede.
- Homesteader Droopy (1954) 
Droopy moet zijn nieuw verworven ranch beschermen tegen Dishonest Dan.

- Bibsys: 90584002
- Biblioteca Nacional de España: XX1560403
- Bibliothèque nationale de France: cb12536037q (data)
- Gemeinsame Normdatei: 11881236X
- International Standard Name Identifier: 0000 0000 8098 8848
- Library of Congress Control Number: n85049878
- Nationale Bibliotheek van Letland: 000251969
- Nederlandse Thesaurus van Auteursnamen: 074816713
- RKD-Nederlands Instituut voor Kunstgeschiedenis: 211384
- SNAC: w6vd912f
- Système universitaire de documentation: 034623728
- Union List of Artist Names: 500473954
- Virtual International Authority File: 19789727
- WorldCat: E39PBJvRR6vHPdFFYRTk9HjKVC